# Prince Iaukea
Michael Laauli "Mike" Hayner (født 1. august 1964) er en amerikansk fribryder fra Honolulu, Hawaii, der var kendt som Prince Iaukea og senere The Artist i World Championship Wrestling.

## Biografi

### World Championship Wrestling
Michael Haynes graduerede fra WCW Power Plant i 1995, og fik sin Pay Per View debut ved WCW Fall Brawl 1995. Kort tid efter begyndte han at wrestle som Prince Iaukea. I februar 1997 vandt han tv titlen fra William Regal og forsvarede den i to måneder, før han mistede den til Ultimo Dragon. Herefter kæmpede Iaukea som "midcard jobber" uden mindeværdige kampe, frem til efteråret 1999, hvor han blev kendt som The Artist Formerly Known As Prince Iaukea, eller bare The Artist. Dette gimmick var dybt inspireret af sangeren Prince, selv intro musikken mindede meget om Prince musik. Paisley fulgte The Artist til ringen, og i 2000 vandt han en cruiserweight turnering over Lash LeRoux i finalen ved WCW Superbrawl 2000, og blev cruiserweight mester. Artist mistede titlen til Billy Kidman, men genvandt den kort tid efter. Da Vince Russo og Eric Bischoff kom til magten, blev titlen taget fra ham af bestyrelsen. Artist kæmpede ved WCW Spring Stampede 2000 i en kamp med 6 wrestlere, om at få titlen tilbage. Det lykkedes dog ikke, og Artist fik endnu et mislykket forsøg ved WCW Slamboree 2000, da han blev besejret af Chris Candido. The Artist blev herefter kun set i sommeren 2000, da Paisley forlod ham til fordel for Kwee-Wee.

### Efter wrestling
Haynes skrev en kontrakt med WWF i 2001, da WCW blev opkøbt, men WWF valgte aldrig at bruge ham, og han blev kort tid efter fyret. Hans sidste tid som wrestler var som The Tongan Prince i Xtreme Wrestling Federation. 